# Ma che figo sono con Auz Triccaballac
Ma che figo sono con Auz Triccaballac è un album del 2006 di Leone Di Lernia.

## Tracce
1. Auz Triccaballac
2. Che deficienza
3. Casa Di Lernia 2
4. Ma che figo sono
5. E sì e sì e no
6. Tanta gente che rubba
7. Cud e cuddalt
8. Le canne fanno male
9. Me ne vado in galera
10. Ma che pirla